# 電気館
電気館（でんきかん、旧字体：電氣館󠄁）は、かつて東京府東京市浅草区（現・東京都台東区浅草）にあった映画館である。
日本初の映画専門の劇場で、明治末年、東京の浅草公園六区に設立された。当初は輸入サイレント映画の専門館であったが、のちに浅草電気館（あさくさでんきかん）と改称、国産映画の専門館となった。また、これに倣って日本全国に多数の「電気館」ができたが、これらについても付記する。

## 略歴・概要

### 日本初の常設映画館
1903年（明治36年）10月1日、吉沢商店が、東京市浅草区浅草公園六区（現在の東京都台東区浅草1丁目42番4号）に、「日本で初めての常設活動専門館」としてオープンした。「常設」というのは当時の活動写真（映画）の上映形態が、映写機を会場に設置しての「移動上映」中心だったことからで、電気館は演劇等の実演を混在させない映画の専門館であった。それまで同地には「電友館」というエックス線実験の見世物小屋があり、「電気館」はこれを改称したものである。
1907年（明治40年）7月、京都の横田商会が、大阪・難波に、日本で2番目、大阪では初の常設映画館「千日前電気館」を開業した。以降、全国各地に「電気館」を名乗る映画館ができた。1911年（明治44年）には、窪寺喜之助が熊本初の活動常設館「電気館」を現在の同市内シャワー通に創設している。熊本の電気館は1914年（大正3年）に現在の所在地に移転以来、現在も存在している。⇒#他地域の電気館
1912年（大正元年）9月、吉沢商店は、福宝堂、横田商会、M・パテー商会との4社合併で「日本活動写真株式会社」（現在の日活）を設立した。「電気館」は日活の直営館となるが、すぐに松竹に手放す。
松竹の経営になってからは、松竹蒲田撮影所製作の映画や洋画の混映館となった。1931年（昭和6年）に帝国キネマ演芸に松竹資本が導入されて、新興キネマに改組されてからは、新興キネマ作品の封切館となる。1942年（昭和17年）、新興キネマが大都映画等と統合されて「大日本映画」（のちの大映）となって以降は、大映の封切館となった。
1971年（昭和46年）11月29日に大映が倒産、その後に、松竹は子会社の中映に「浅草電気館」を移管した。1976年（昭和51年）2月29日に閉鎖された。

### 閉鎖以降
閉鎖以降、跡地は更地になり「蚤の市」として機能した。
1987年（昭和62年）9月14日、同地に地上8階・地下2階の「浅草電気館ビル」を建設しようという計画に反対し、東京都と台東区に「おかみさん会」が陳情書を提出した。その後、「株式会社電気館」が建築主、「株式会社高村デザイン事務所」が設計して、商住複合施設「電気館ビル」が完成し、商業部分は「電気館フードコート」となった。
1999年（平成11年） 8月23日、郵政省から「20世紀デザイン切手シリーズ第1集」10種のうちの一つとして電気館の写真を用いた80円切手「常設映画館「電気館」開業」（総合デザイン／郵政省技芸官：森田基治）が発行された。
2000年（平成12年）7月に浅草にオープンしたテプコ浅草館の2階に大正時代の電気館のジオラマが常設展示された。ただしこの施設は2011年に閉鎖されている（運営会社であった東電ピーアールの記事も参照）。

## 他地域の電気館
大正時代の電気館分布は下記の通り。
北海道
- 電気館（函館市松風町）
- 小樽電気館（小樽市稲穂町西6-2、現在の同市稲穂）
- 電気館（旭川市師団通り、現在の同市平和通買物公園）
- 電気館（上川郡名寄町、現在の名寄市）⇒名寄第一電気館（1916年-2014年[5]）

東北地方
- 電気館（青森県青森市長島町）
- 電気館（秋田県雄勝郡湯沢町、現在の湯沢市）
- 電気館（宮城県仙台市国分町、現在の同市青葉区国分町）

関東地方
- 電気館（栃木県宇都宮市広馬場町、現在の同市馬場通り）⇒宇都宮スカラ座（1905年-1995年1月16日[6]
- 電気館（栃木県栃木町泉町、現在の栃木市泉町）
- 電気館（栃木県上都賀郡鹿沼町、現在の鹿沼市）
- 佐野電気館（栃木県安蘇郡佐野町、現在の佐野市、1917年 - 1990年）
- 電気館（茨城県猿島郡古河町、現在の古河市）
- 電気館（茨城県久慈郡太田町、現在の常陸太田市）
- 伊勢崎電気館（群馬県佐波郡伊勢崎町第一476、現在の伊勢崎市）
- 電気館（群馬県前橋市立川町31、現在の同市千代田町3丁目）
- 富岡電気館（群馬県甘楽郡富岡町南仲通、現在の富岡市）
- 電気館（群馬県甘楽郡富岡町東仲通、現在の富岡市）
- 電気館（群馬県群馬郡渋川町、現在の渋川市渋川）
- 電気館（群馬県多野郡藤岡町、現在の藤岡市）
- 電気館（群馬県邑楽郡館林町、現在の館林市）
- 太田電気館（群馬県新田郡太田町字太田996、現在の太田市）
- 電気館（群馬県多野郡新町、現在の高崎市新町）
- 電気館（群馬県桐生市末広町）
- 藤岡電気館（群馬県多野郡藤岡町、現在の藤岡市）

- 高崎電気館（群馬県高崎市柳川町）

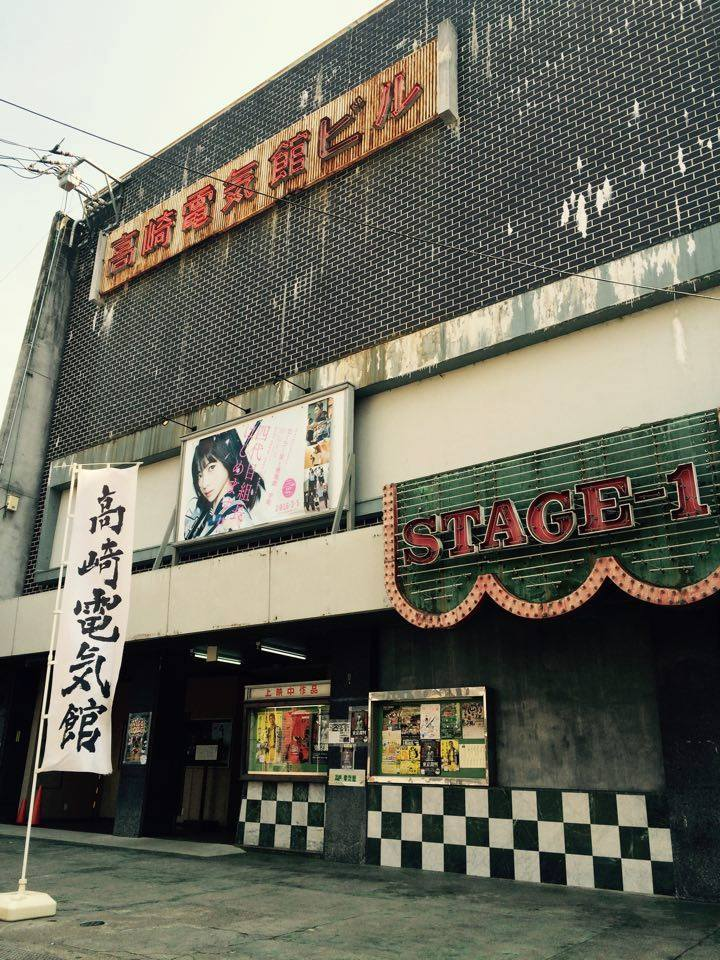
高崎電気館（2016年4月）

- 電気館（埼玉県大里郡熊谷町熊谷、現在の熊谷市熊谷）
- 電気館（埼玉県大里郡深谷町、現在の深谷市）
- 電気館（埼玉県北埼玉郡羽生町、現在の羽生市）
- 電気館（埼玉県児玉郡本庄町七軒町、現在の本庄市駅南1丁目）
- 大塚電気館（東京府東京市小石川区大塚町、現在の東京都文京区大塚）
- 大井電気館（東京府荏原郡大井町、現在の東京都品川区大井）
- 蒲田電気館（東京府荏原郡蒲田町新宿、現在の大田区蒲田本町二丁目）
- 木場町電気館（東京府東京市深川区木場町13、現在の江東区木場五丁目）
- 東電気館（東京府東京市深川区東大工町、現在の江東区白河）
- 駒沢電気館（東京府荏原郡駒沢村上馬引沢稲荷156番地、現在の世田谷区三軒茶屋二丁目11番、1925年 - 1992年3月13日）⇒三軒茶屋映画劇場
- 電気館（東京府八王子市八幡町）
- 寺島電気館（東京府南葛飾郡寺島町、現在の墨田区東向島）
- 亀戸電気館（東京府南葛飾郡亀戸町3丁目、現在の江東区亀戸三丁目）
- 五の橋電気館（東京府南葛飾郡亀戸町6丁目、現在の江東区亀戸六丁目）
- 大島電気館（東京府南葛飾郡大島町3丁目164、現在の江東区大島）
- 砂町電気館（東京府南葛飾郡砂町八右衛門石丸、現在の江東区北砂）
- 小松川電気館（東京府南葛飾郡小松川町大字西小松川、現在の江戸川区西小松川）
- 横浜電気館（神奈川県横浜市松ヶ枝町25、現在の同市中区伊勢佐木町2丁目91[7]、1908年[8] - 現存せず） - 現在てんや
- 神奈川電気館（神奈川県橘樹郡神奈川町青木町字瀧ノ町9、横浜市神奈川区青木町）
- 電気館（神奈川県横須賀市若松町）
- 勝浦電気館（千葉県夷隅郡勝浦町、現在の勝浦市）

中部地方

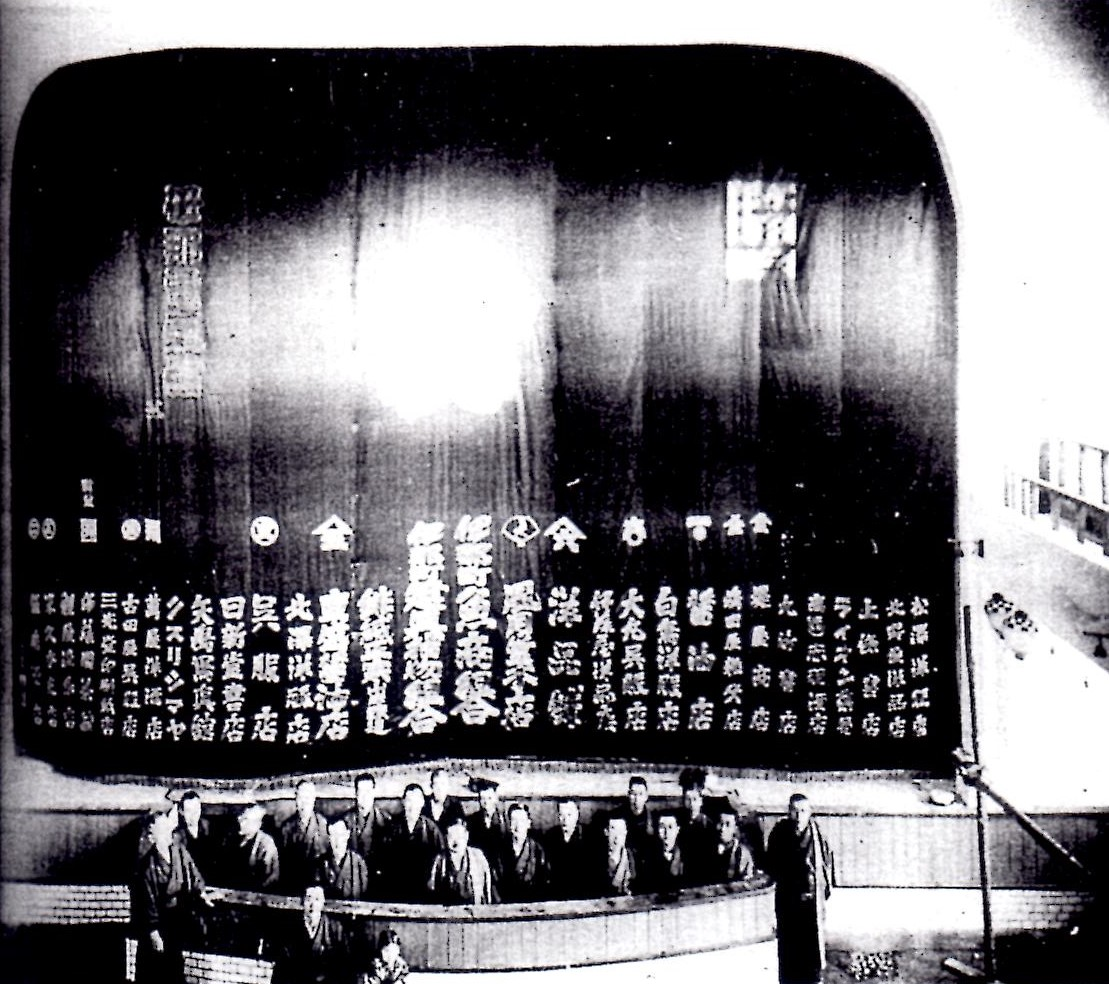
伊那電気館の場内（大正末期の写真）

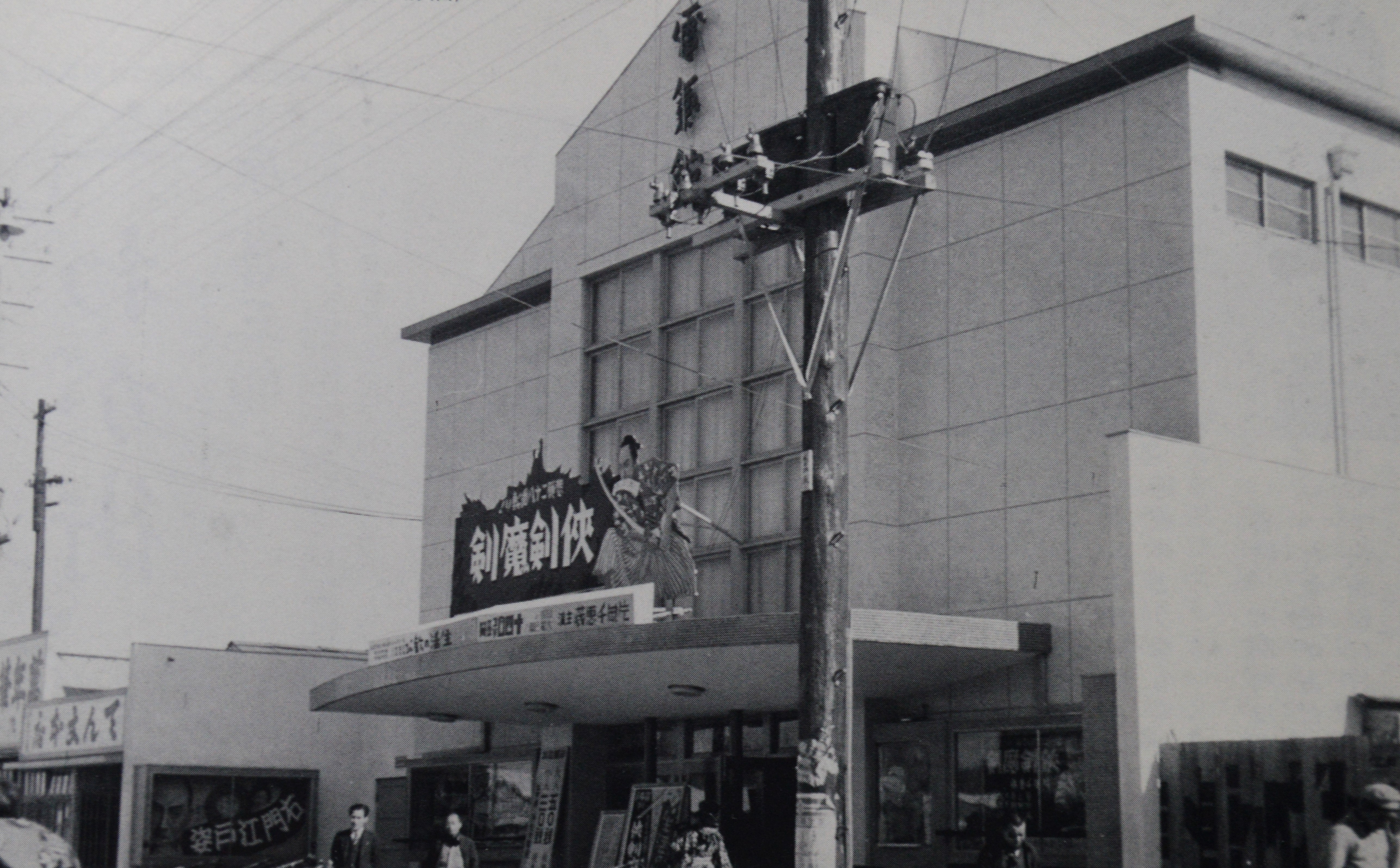
静岡電気館（1940年の写真）

- 松本電気館（長野県松本市片端、現在の同市城東2丁目）⇒その後松本東映を経て上土シネマとなったが、2008年11月24日に閉館。
- 上諏訪電気館（長野県諏訪郡上諏訪町、現在の諏訪市諏訪1丁目）
- 電気館（長野県下伊那郡飯田町荒町、現在の飯田市中央通り）
- 赤穂電気館（長野県上伊那郡赤穂村、現在の駒ヶ根市赤穂）
- 伊那電気館（長野県上伊那郡伊那町、現在の伊那市伊那）
- 飯田電気館（長野県上伊那郡伊那町、現在の伊那市）
- 上田電気館（長野県上田市常田町、現在の同市常田）⇒上田でんき館⇒トラゥム・ライゼ
- 大町電気館（長野県北安曇郡大町、現在の大町市大町）
- 電気館（長野県諏訪郡平野村岡谷町、現在の岡谷市）
- 電気館（静岡県静岡市七間町、現在の同市葵区七間町）⇒のちに静岡ピカデリーとして営業したが2011年10月2日に閉館。
- 電気館（静岡県駿東郡沼津町町方町）
- 電気館（静岡県富士郡大宮町、現在の富士宮市大宮町）
- 電気館（静岡県浜松市）
- 電気館（静岡県田方郡熱海町、現在の熱海市）
- 電気館（新潟県新潟市古町六番町、現在の同市中央区古町通6番町）

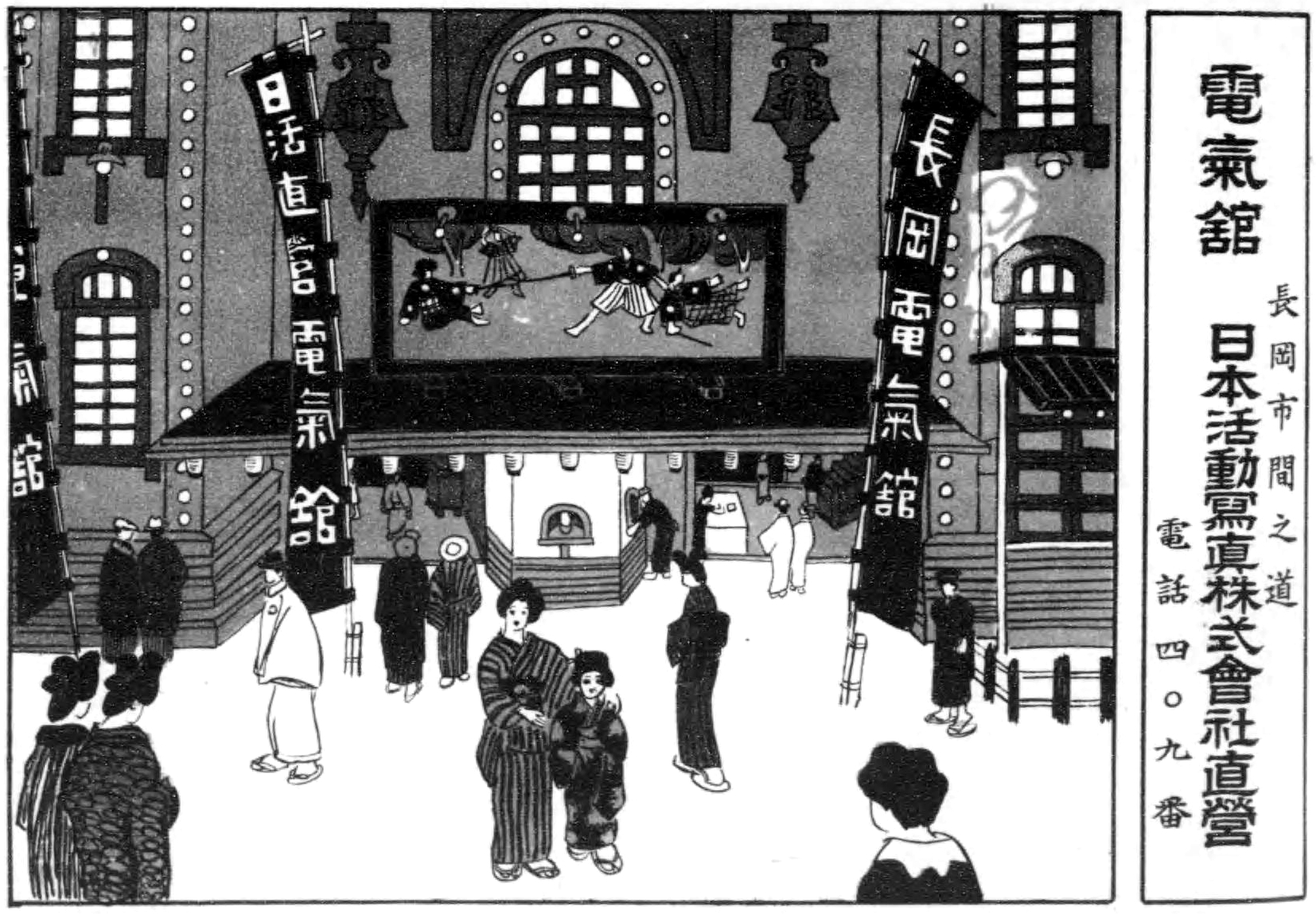
大正時代に描かれた長岡市の電気館（『絵画北越商工便覧』坪井政太郎編、大正8年（1919年）刊より）

- 電気館（新潟県長岡市間之道、現在の長岡市呉服町）
- 電気館（新潟県北蒲原郡新発田町、現在の新発田市）
- 高田電気館（新潟県高田市下山町、現在の上越市、のちの高田シネマ、1987年1月閉館）
- 電気館（新潟県中蒲原郡新津町、現在の新潟市秋葉区新津）
- 電気館（新潟県西蒲原郡平野村、現在の西蒲原郡弥彦村平野）
- 電気館（岐阜県岐阜市神田町）
- 電気館（愛知県名古屋市中区大須）

近畿地方
- 生野電気館（大阪府大阪市生野区生野西2丁目）
- 岸和田電気館（大阪府岸和田市）
- 堺電気館（大阪府堺市）
- 電気館（大阪府泉南郡佐野町、現在の泉佐野市）
- 電気館（兵庫県天田郡福知山町広小路、現在の福知山市字中ノ）
- 千日前電気館（大阪府大阪市南区千日前、1907年 - 大正後期）
- 電気館（奈良県奈良市）
- 電気館（和歌山県和歌山市新築地1-8、現在の同市ぶらくり丁商店街）

四国
- 電気館（愛媛県松山市三津ヶ濱住吉町、現在の同市住吉）⇒三津浜東映劇場（1951年4月 - 1970年）

九州
- 博多電気館（福岡県福岡市東中洲）
- 電気館（福岡県三池郡三川町、現在の大牟田市三川町）
- 電気館（長崎県長崎市西濱町、現在の同市浜町）

前身：寄席「千鳥座」（1907年12月）⇒電気館（1910年8月 - 1945年8月9日）⇒松竹国際映劇（1947年9月）⇒長崎松竹（1966年10月1日～2002年2月28日閉館）
- 熊本電気館（熊本県熊本市記念通り、熊本市新市街8番2号、1911年 - ） - 現在のDenkikan
- 電気館（宮崎県都城市仲町、現在の同市都北町、1916年 - 1930年代）
- 電気館（宮崎県延岡市川原町、後の同市大瀬町）

外地

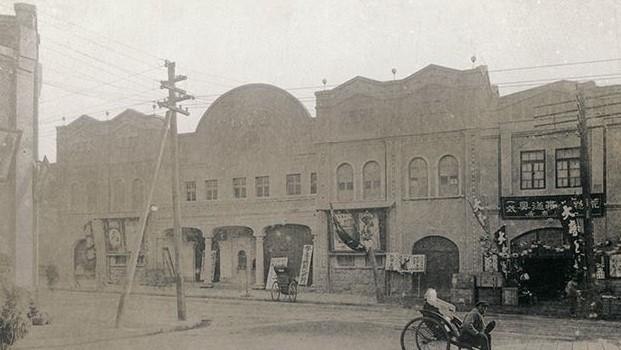
青島の電気館（1920年代）

- 真岡電気館（樺太真岡郡真岡町、現在のサハリン州ホルムスク）
- 電気館（関東州大連市、現在の遼寧省大連市）
- 電気館（南満州鉄道附属地撫順市街、現在の遼寧省撫順市）
- 電気館（青島市街市場通り、現在の山東省青島市、1920年開業）⇒友協電影院⇒東風電影院（2003年閉館、2010年取り壊し）